# ステロイド皮膚症
ステロイド皮膚症（ステロイドひふしょう）とは、ステロイド外用薬を使用し続けることによって起こるとされる皮膚の症状。文献によってステロイド皮膚炎などと呼ばれ酒さ様皮膚炎やその他症状を含めたり、医薬品添付文書ではステロイド皮膚と記載され酒さ様皮膚炎を含めず皮膚萎縮、毛細血管拡張とされる。

## 症状

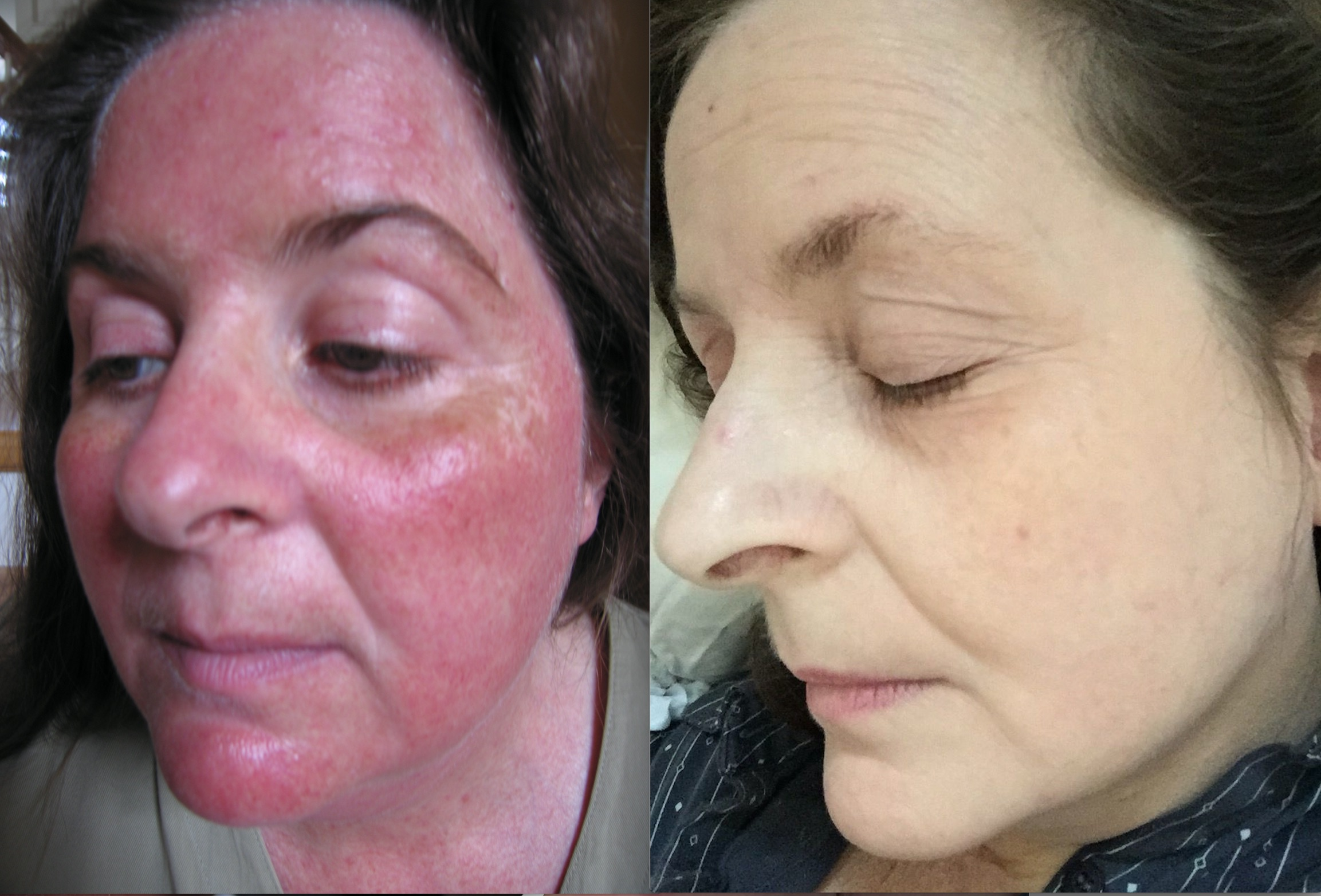
左: ステロイド酒さ（酒さ様皮膚炎）の症状。右: 完治後。

デルモゾール軟膏の医薬品添付文書では、このステロイド皮膚と、ステロイドざ瘡は括弧内も同じ説明であり、ステロイド酒さもまた個別に記されている。
1980年代には注目を浴び研究され、「ステロイド皮膚症」として、ステロイド皮膚炎とステロイドざ瘡、ステロイドによる酒さ様皮膚炎を含めて調査した、大阪大学医学部・皮膚科学教室の医師の論文があり、同病院にて母集団の数に変化がないまま毎年30-45人であった。
鳥取大学医学部では、ステロイド酒さ、口囲皮膚炎がステロイドの長期間の外用によって生じる「ステロイド皮膚炎」の主な症状とし、酒さ様皮膚炎には潮紅、毛細血管拡張、皮膚萎縮、紅色小丘疹等が生じるとした。また、外用薬を中止すると強い炎症を生じることがあり、簡単に離脱できないとした。
長崎大学医学部附属病院の2003年の調査では、ステロイド皮膚症は、84%で顔に、71%でほてり、58%に毛細血管拡張があり、アトピー性皮膚炎では気をつけて薬を使っているためか、湿疹、接触性皮膚炎、脂漏性皮膚炎に多く、薬剤ではミディアムクラスのステロイド外用薬に多かった。
ステロイド依存（Steroid addictionの仮訳）では、ニキビ、酒さ、口周囲皮膚炎、毛細血管拡張の症状があるが、ステロイド外用薬をやめると、炎症、発火、痒みが反跳（リバウンド）するため、使用を中止できない。

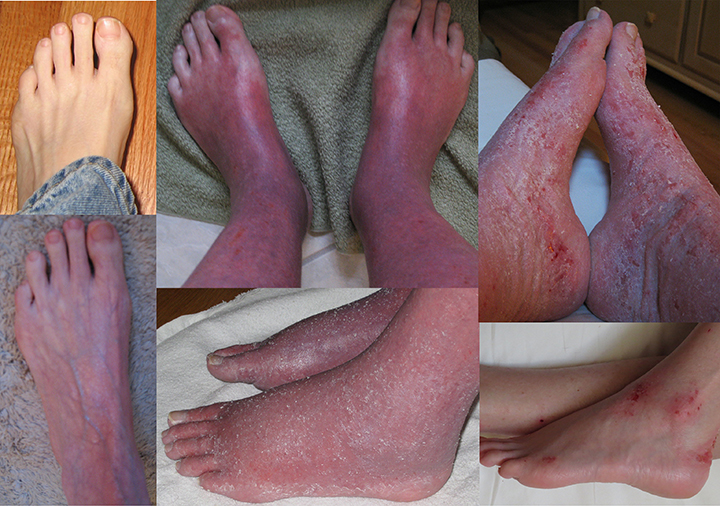
左上:使用前
左下:ステロイドによって皮膚が薄くなり血管が浮き出ている
中上、中下、右上: ステロイド離脱中（使用中止後症状）
右下:離脱から19か月後

## ガイドライン
2018年のアトピー性皮膚炎のガイドラインでは以下のように記載されている。吸収率の高い部位、頬、頭、首、陰部では長期連用しないよう注意し、顔ではミディアム以下を使う。部分的に、皮膚の萎縮、毛細血管の拡張、ステロイドざ瘡、潮紅、多毛が生じることがあるが多くの場合には、使用頻度を減らすとによって軽減する一時的な症状。酒さ様皮膚炎は主に顔への長期間の使用で生じる副作用であり、急に塗布を中止すると悪化することがあるため、速やかに皮膚科に紹介すべきとされている。